# Dmitri Koschkin
Dmitri Aleksandrowitsch Koschkin, auch Dmitri Alexandrowitsch Koschkin, (kasachisch Дмитрий Александрович Кошкин; * 20. April 1986 in Nowosibirsk) ist ein kasachischer Skirennläufer.

## Werdegang
Koschkin bestritt sein erstes internationales Rennen am 4. März 2009 bei einem FIS-Riesenslalom in Krasnojarsk. 2011 und 2013 nahm er an den Weltmeisterschaften teil. Sein Weltcupdebüt gab er im Dezember 2012 im Super-G von Gröden. 2014 machte er bei den Olympischen Spielen mit. Sein bestes Resultat war der 30. Platz im Super-G.

## Erfolge

### Olympische Winterspiele
- Sotschi 2014: 43. Abfahrt, 30. Super G

### Weltmeisterschaften
- Garmisch-Partenkirchen 2011: 39. Super G, 45. Abfahrt, DNF2 Super Kombination, 52. Riesenslalom
- Schladming 2013: DNF Super G, 39. Abfahrt, DNF2 Super Kombination

### Winter-Asienspiele
- Almaty 2011: 1. Super G, 2. Abfahrt

### South American Cup
| Saison | Gesamt | Gesamt | Abfahrt | Abfahrt | Super-G | Super-G | Riesenslalom | Riesenslalom | Slalom | Slalom | Kombination | Kombination |
| Saison | Punkte | Platz  | Punkte  | Platz   | Punkte  | Platz   | Punkte       | Platz        | Punkte | Platz  | Punkte      | Platz       |
| ------ | ------ | ------ | ------- | ------- | ------- | ------- | ------------ | ------------ | ------ | ------ | ----------- | ----------- |
| 2009   | 7      | 84.    | –       | –       | –       | –       | –            | –            | –      | –      | 7           | 24.         |
| 2013   | 6      | 140.   | –       | –       | –       | –       | 6            | 70.          | –      | –      | –           | –           |

### Weitere Erfolge
- 4 Siege in FIS-Rennen
- Kasachischer Meister im Riesenslalom 2009